# Замок Гантлі
Замок Гантлі (англ. Huntly) — руїни замку, що знаходиться в області Абердиншир у  Шотландії. Замок був одним з родових маєтків клану Гордон.

## Історія
Перша дерев'яна фортеця, норманського типу, на місці нинішнього замку була побудована у 1180 році графом Файфа Дунканом II. Вона охороняла важливу дорогу з півночі на південь. У 1306 році її господар, граф Атолл, був страчений королем Англії за те, що підтримував Роберта Брюса в його претензіях на престол Шотландії. Син графа, навпаки, стояв на боці англійців, тому Брюс після перемоги в битві при Беннокберні конфіскував його землі на користь свого відданого соратника, Адама Гордона з Гантлі. 
На початку XV століття нащадки Адама знесли стару фортецю і побудували на її місці замок-вежу з каменю, яка у 1452 році була спалена Чорними Дугласами. У 1460 році поряд з її руїнами був побудований третій замок Гантлі. Від цього замку до нашого часу збереглися тільки підвали, через те, що близько 1550 року Джордж Гордон, 4-й граф Гантлі, готуючись до візиту королеви-матері Марії де Гіз, повністю перебудував його, перетворивши на розкішний палац.

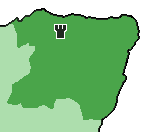
Замок Гантлі на мапі Грампіану

В епоху правління Марії Стюарт, дочки Марії де Гіз, граф підняв повстання проти королеви й був звинувачений у зраді. У 1562 році його воїнство було розбите в битві при Корріхі, син страчений в Абердині, а сам граф незабаром помер від апоплексичного удару. Все його майно, включаючи замок, було конфісковано. З опису відомо, що серед скарбів, що зберігалися в Гантлі, було шатро, в якому король Едуард II провів ніч перед боєм при Беннокберні. 
Внук графа, маркіз Гантлі, до якого на початку XVII століття повернулися не тільки влада і вплив при дворі, а й фамільні землі, перебудував замок відповідно до віянь свого часу — серед іншого, в його покоях з'явилися декоровані барельєфами каміни, а поверхню фасаду прикрасили вирізані з каменю імена маркіза і його дружини Генрієтти, дочки королівського фаворита Есме Стюарта. Проте процвітання замку тривало недовго. У період громадянської війни 1644 — 1647 років замок Гантлі черзі займали ковенантори та роялісти, а під час повстання якобітів — урядові війська. Часті штурми та мародерство місцевих мешканців, що розбирали його для будівництва своїх споруд, заподіяли Гантлі непоправної шкоди. З 1923 року замок знаходиться у державній власності.

## Інформація для відвідувачів
Замок відкритий протягом усього року. Години для відвідування: 
З квітня по вересень — щодня з 9.30 до 18.30. 
З жовтня по березень — щоденно крім вівторка та п'ятниці з 9.30 до 16.30. 
Квиток для дорослих: £ 4.00. Дитячий квиток: £ 1.60. Каса припиняє працювати за півгодини до закриття